# 미즈노 히카루
미즈노 히카루(일본어: 水野 輝, 1991년 8월 2일 ~ )는 일본 태생 캄보디아의 축구 선수로 현재 프레아 칸 리치 스바이 리엥에서 미드필더로 활약 중이며 캄보디아 대표팀의 일원으로도 활동 중이다.

## 구단 경력
그는 2014년 J3리그의 FC 류큐에서 활동하였다.